# Koma de l'Adamaoua
Les Koma sont un groupe ethnique relativement primitif des collines du nord de l'Adamaoua, dans les monts Atlantika, répartis entre le Nigeria et le Cameroun. Il y a 21 villages Koma du côté camerounais des monts Alantika et 17 villages du côté nigérian.

## Histoire
Le peuple Koma a été reconnu comme nigérian en 1961, un an après l'indépendance, avec l'annexion des anciennes provinces britanniques du Cameroun. Aujourd'hui, les Koma font partie des sept districts du gouvernement local de Jada dans l'État d'Adamawa.

## Description
Les Koma ont leur propre langue, connue sous le nom de langue Koma, parlée par environ 61 000 locuteurs. Le koma fait partie de la famille linguistique Niger-Congo. Le peuple Koma est divisé en trois groupes principaux : les habitants des collines Beya et Ndamti, et les habitants des plaines Vomni, et de celle de Verre.
Ils sont très attachés à leur culture traditionnelle. Les hommes portent des pagnes et les femmes des parures de feuilles fraîches. Les hommes Koma sont beaucoup plus ouverts au port de vêtements contemporains que les femmes. Les Koma sont une société matrilinéaire. En signe  d'amitié, un homme Koma peut partager sa femme avec des amis, en particulier des visiteurs. Les Koma ont une population moyenne d'environ 400 habitants par village, et beaucoup se livrent à l'élevage d'animaux.

## Culture
Chez les Komas, accoucher de jumeaux est considérée comme un mal, et les jumeaux sont considérés comme abominables, à tel point que jusqu'à récemment, ils étaient enterrés vivants avec les femmes qui avaient le « malheur » d'être leurs mères. Cette pratique n'est plus en usage parmi les Koma qui habitent les plaines, mais parmi le communautés isolées sur les collines, elle continue de prospérer.
Les hommes-médecine Koma se livrent à de longues séances de flatulences à l'occasion de cérémonies de danse publiques. Ils s'entraînent avec un maître et sont capables de péter des heures durant. Lorsque la région anale devient irritée par ces flatulences prolongées, ils l'apaisent avec une poudre cicatrisante. On pense que la tradition trouve son origine dans une forme de moquerie envers les musulmans puritains, qui asservissaient les Koma et les ont poussé à déplacer leur habitat dans les zones vallonnées qu'ils occupent maintenant. Cette tradition a notamment été documentée dans un documentaire d'Alain Baptizet.